# Hinteres Schlössle Oberensingen

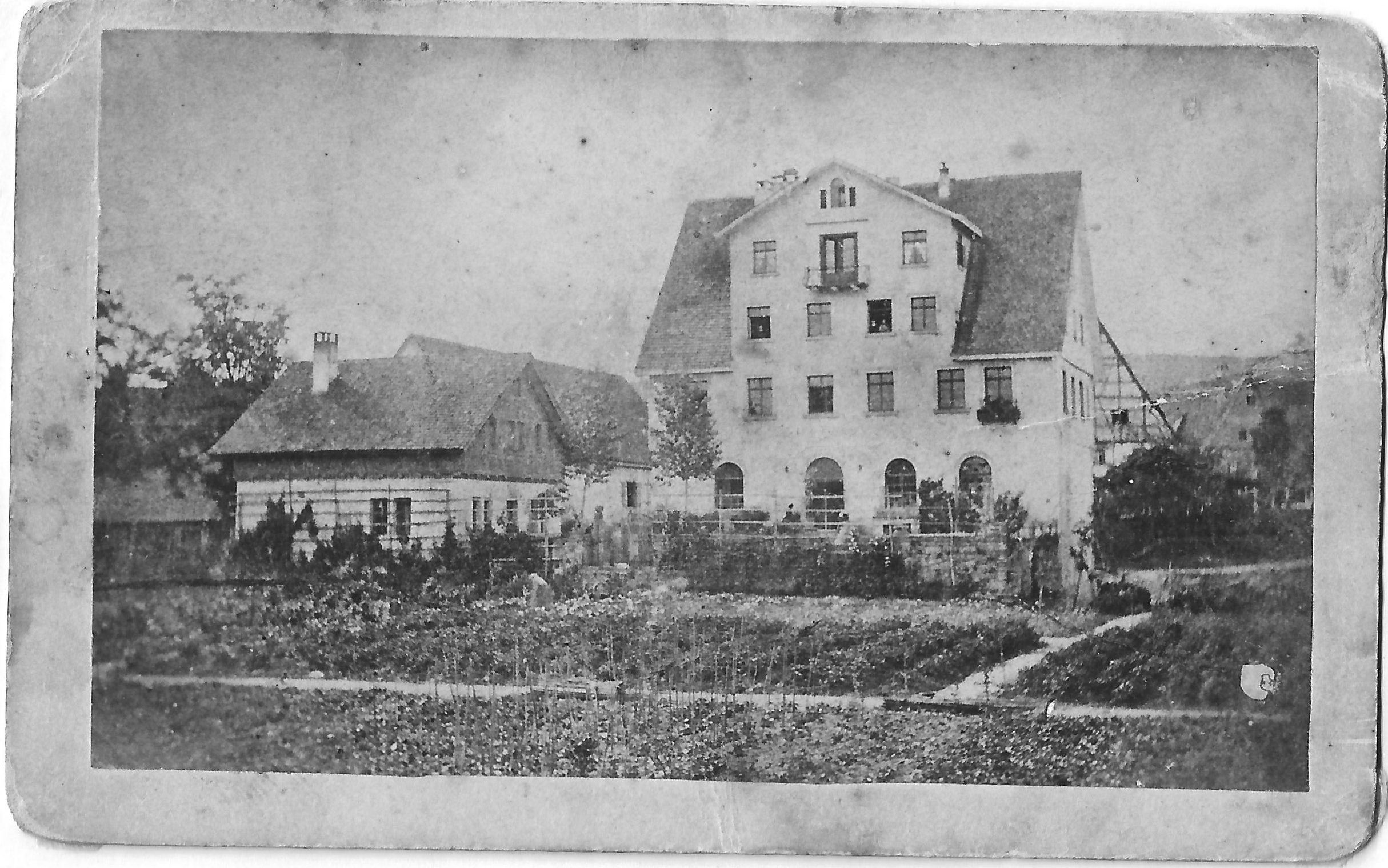
Das Hintere Schlössle um 1900

Das Hintere Schlössle Oberensingen (auch Inneres Schlössle oder Maler-Kornbeck-Schlössle genannt) ist ein ehemaliges Landadel-Schlösschen in Oberensingen, ein Stadtteil von Nürtingen im baden-württembergischen Landkreis Esslingen. Der Adelssitz ist in privater Hand und kann nicht besichtigt werden.

## Geschichte
Das dreistöckige Renaissance-Schlösschen mit Satteldach steht in der Mitte des Dorfs (Im Wiesengrund 7) auf einer Anhöhe oberhalb der Aich mit einer guten Aussicht Richtung Nürtingen. Der große Garten wurde in früheren Zeiten landwirtschaftlich genutzt.
Das Vorgängerbauwerk des Schlösschens war eine mittelalterliche Burg, die den Württembergern gehörte. Mitte des 15. Jahrhunderts fiel die Burg einem Großbrand zum Opfer. Der Burgstall wurde daraufhin von den Württembergern den Herren von Neuhausen zu Lehen gegeben, die auf dem Grundstück ein Schlösschen errichteten. Der Neubau wurde von Hofrichter Wilhelm von Neuhausen 1558 fertiggestellt.

1640 wurde das Anwesen an Michael von Grün verkauft, der Obervogt in Kirchheim unter Teck war. Von der Familie Grün kam es in verschiedene andere Hände. Längere Zeit war es sogar ein Privatgut des Herzogs Carl Eugen von Württemberg. Im 19. Jahrhundert war das Schlösschen im Besitz der Freiherrn Heyer von Rosenfeld. Von diesen erwarb es das Reutlinger Bruderhaus unter Pfarrer Gustav Werner, der es in ein evangelisches Waisenhaus umwandelte, welches jedoch nur für kurze Zeit bestehen sollte. 1887 erwarb der aus Winnenden stammende Kunstmaler Julius Kornbeck (1885–1920) das Schlösschen, das er bis zu seinem Tode bewohnte.

Bilder
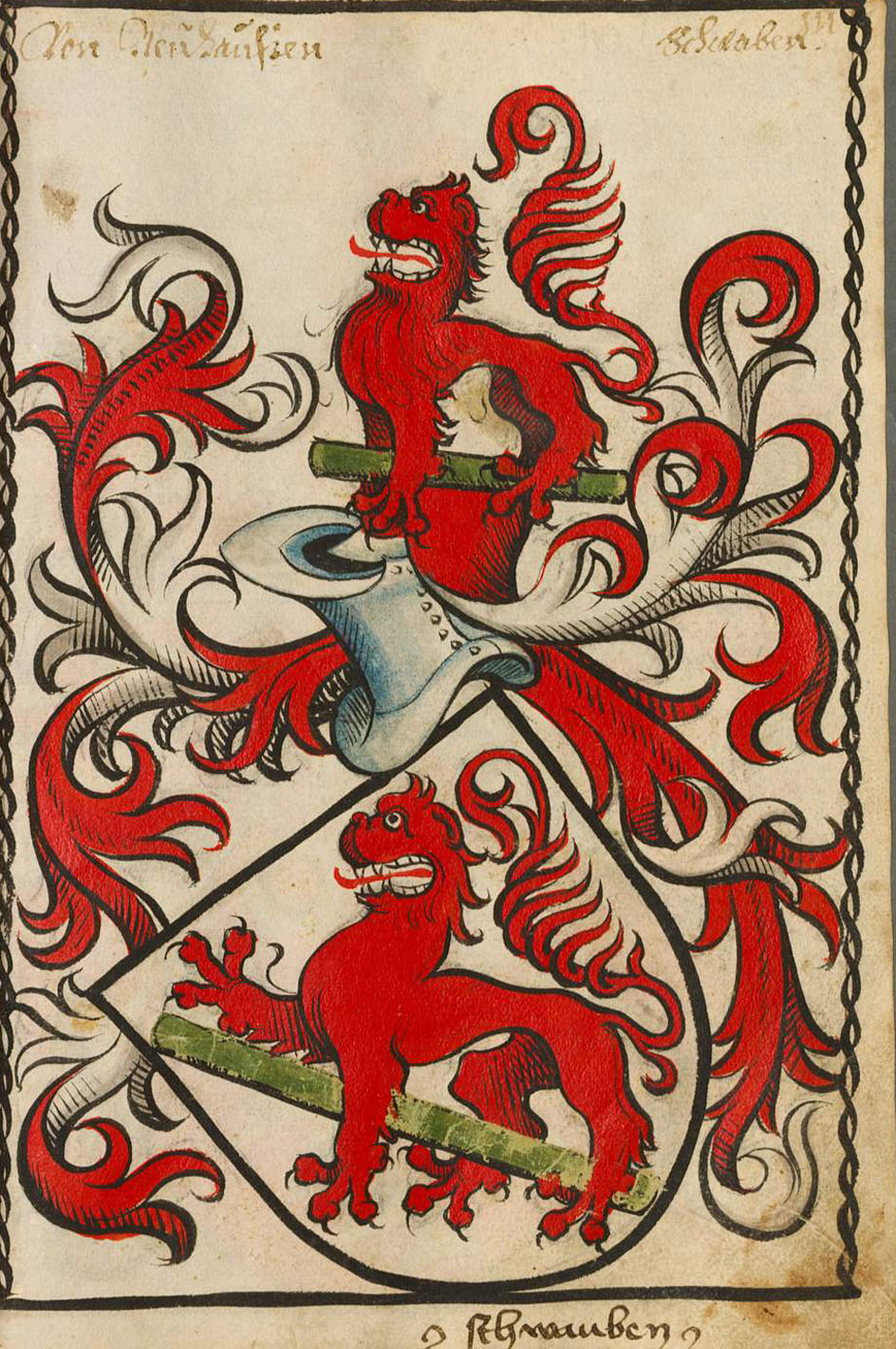
Wappen derer von Neuhausen
Maler Julius Kornbeck, Schlosherr von 1887 bis 1920
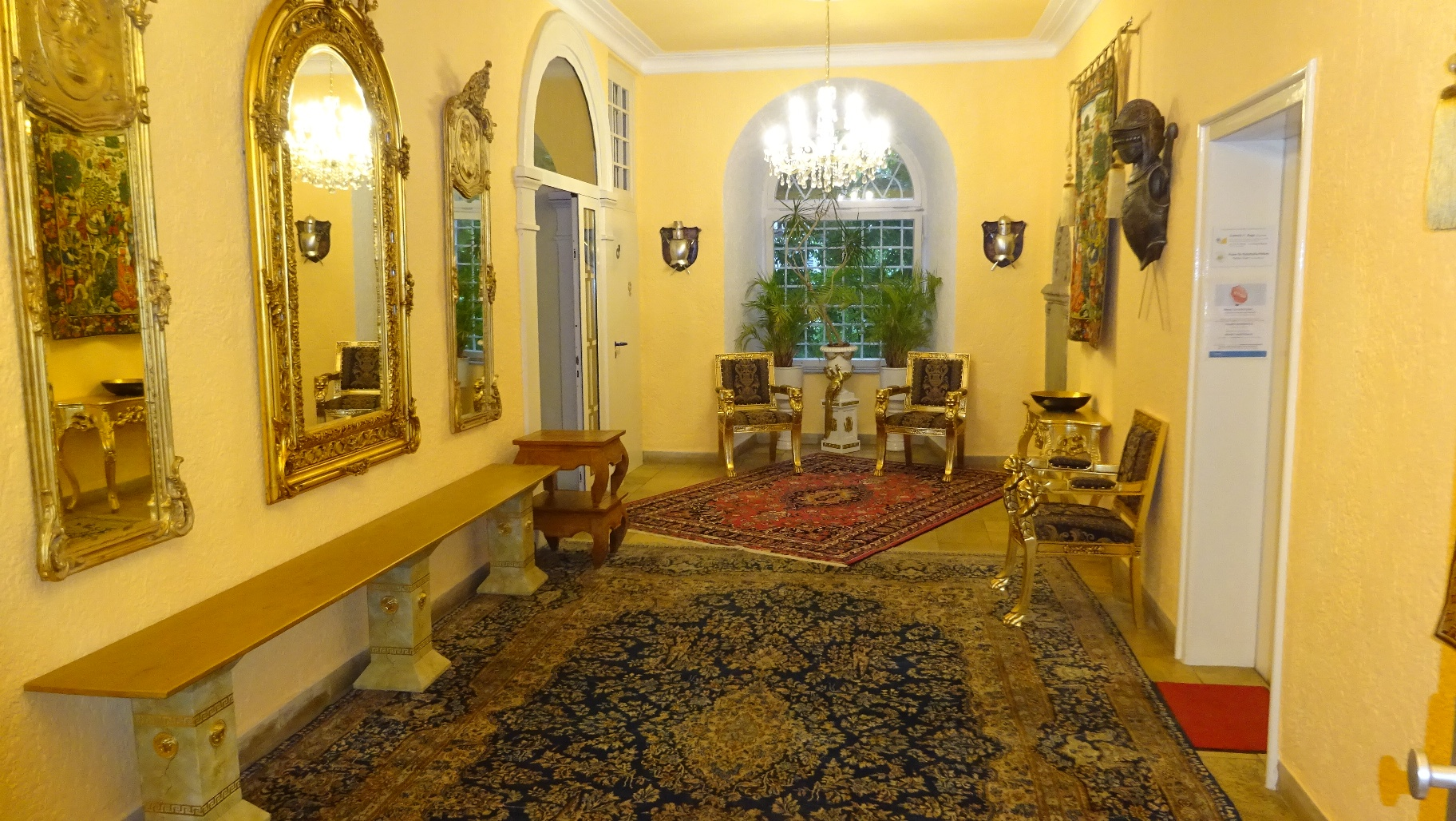
Eingangshalle